# サンタカタリナ島
サンタカタリナ島 (サンタカタリナとう、Santa Catalina Island) は、アメリカ合衆国カリフォルニア州南部の島である。
本土とはサンペドロ海峡で隔てられ、ロサンゼルス港から南南西38kmに位置し、チャネル諸島に属している。この諸島では唯一の都市であるアバロンがある。
1547年、フアン・ロドリゲス・カブリロが発見。海賊の根拠地となった。1920年代にウィリアム・リグレー・ジュニア・カンパニーによって取得され、観光地として開発された。1972年にウィリアム・リグレー・ジュニアの息子のパトリックによって、サンタカタリナ島管理局に権利が譲渡された。現在は保養地となっている。
Appleが開発・販売しているMacintoshのOS、mac OSの2019年バージョンであるmacOS Catalinaの名前の由来にもなっており、標準の壁紙(ダイナミック壁紙)もサンタカタリナ島となっている。

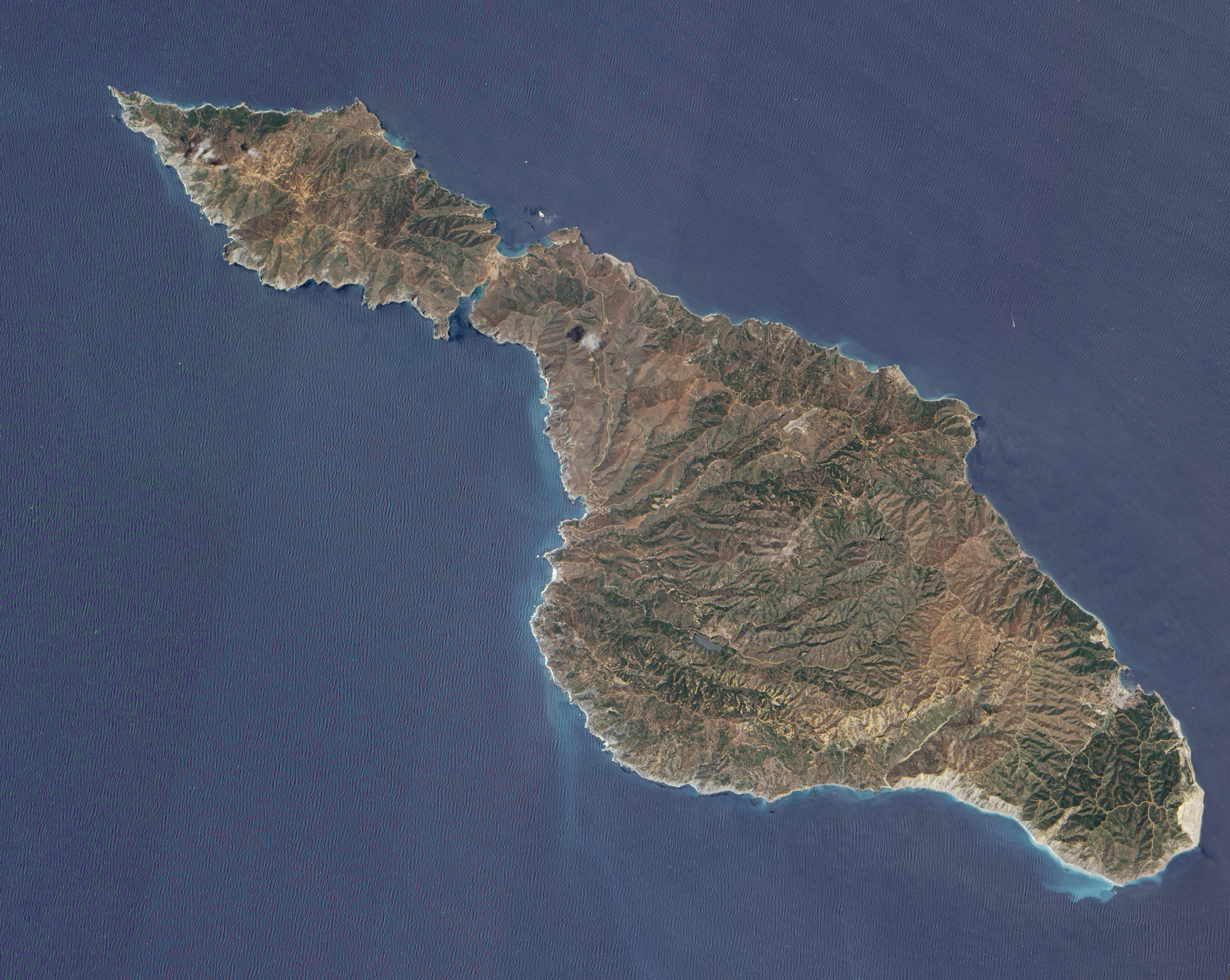